# Storsvedberget
Storsvedberget är ett naturreservat i Härjedalens kommun i Jämtlands län.
Området är naturskyddat sedan 2015 och är 186 hektar stort. Reservatet omfattar två åsar och småtjärnar. Växtligheten består av blandbarrskog. 